# Orbaitelek

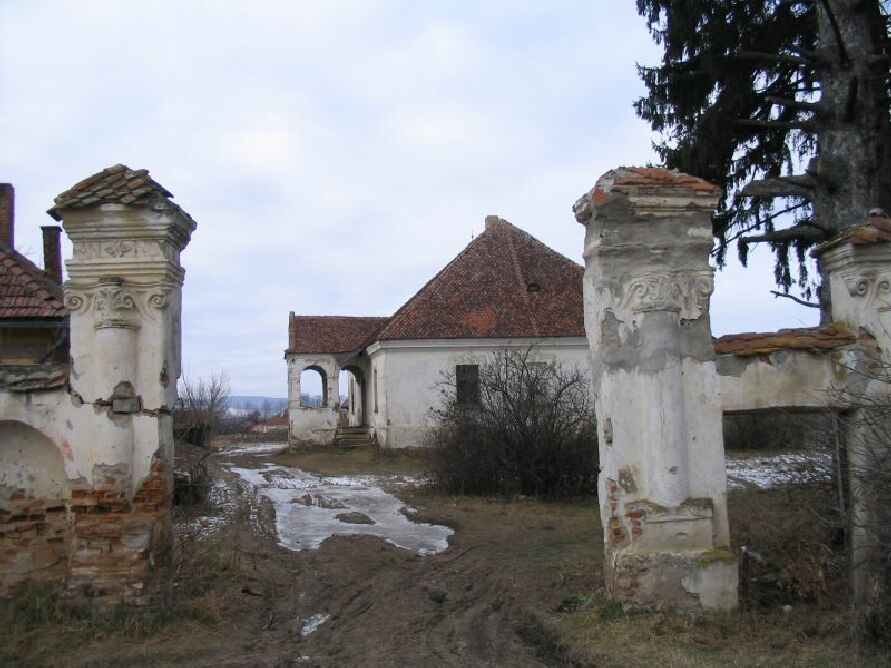
Horváth-kúria

Orbaitelek (románul Telechia) falu Romániában Kovászna megyében.

## Fekvése
Sepsiszentgyörgytől 19 km-re keletre a Feketeügy bal partján fekszik. Barátoshoz tartozik, tőle 2 km-re északnyugatra van.

## Leírása
Orbaitelek mezőföldi falu, Háromszék medencéjének délkeleti részén fekszik és égtájak szerint a következő települések szomszédságában  terül el: Északon a dálnoki Szépmező, Dálnok, északkeleten Szörcse, keleten Kovászna, délkeleten Páké, délen Barátos, délnyugaton Cófalva, nyugaton Várhegy és Lécfalva. Tengerszint feletti magassága 530 méter. A falu területe az idők folyamán kisebb-nagyobb változásokon ment át. Bizonyos mezőgazdasági területek rendezése következtében. 2005. január 1-jével 935,69 ha földterülettel rendelkezik, mely három nagyobb kiterjedésű határrészre oszlik: 1. Felsőhatár, 2. Középhatár, 3. Alsóhatár. 
1.	Felsőhatár: A Barátos felé vezető úttól a Pók-árkáig (Szék-, Sós-, Fenek -árka). A kovásznai határig az Ér-árka, s a Fekete-ügy közti területet foglalja magába.
2.	Középhatár: A Kerek-nád útjától, a Pók-árka és Barátos felé vezető útig, és a Fekete-ügyig kiterjedő terület (Szék-árka).
3.	Alsóhatár: A Kerek-nád útjától, a barátosi, a cófalvi határig, és a Fekete-ügyig kiterjedő terület.	Vízhálózata a falu északi részén halad el a Fekete-ügy, mely kelet-nyugat irányba hadja el falunkat. A Kovászna vize, az Esztelneki-patak, a Lemhénynél lefolyó Vencze-patak, és a Bereck patakából alakul ki. Míg Orbaitelek faluig ér, összegyűjti Felső-Háromszék hegyi patakainak vizét megzabolázva, földből készített gátak közé szorítva hömpölyög Alsó-Háromszék felé. A falutelepülés keleti felétől kb. 400 m-re található az  Ér-árka, mely keletről nyugat irányba haladva az árok nevét viselő hídnál (Érhídja) szakad bele a Fekete-ügy medrébe. Az Ér-árka, mely Szörcse- és kovásznai határról lép át a telekire, határzónát képez az orbaiteleki és a szörcsei határok között. A falutól délre, a barátosi határrész táján húzódik (Kelemen József történész leírása alapján) a Pók-árka azaz árok, mely Páva falu erdőinek szélén egy vízmosásos oldalon kezdődik, kelet-nyugat irányban áthalad Kovászna, Barátos, Orbaitelek határain és Cófalvi határ egyrészén, és a falu Északi felénél szakad bele a Fekete-ügy medrébe. Érdekes, ez az egy árok (Pók-árka) több helyi nevet visel: Kovászna-árka, Fenek-árka, Sós-árka, Szék-árka, Benkes-árka. A helyi határnevek mindig, csak az árok helyi szakaszára vonatkoznak. A határrészek dűlők szerinti elnevezése a következők: 
Szörcsei-ponk
Kenderáztató
Avas
Érhídja
Ördöngőstó
Becőponk
Dögkert
Hosszúláb
Sós
Kishalom
Pallósára
Tógát
Nagyhalom
Fenek
Keresztút
Magda
Szék
Belsőrét
Farkasverem
Kereknádponk
Cseremege
Nagyszegmege
Töltésút
Nagy Mózes tava
Alsórét
Rételeje
Gátfej
Csiperkésalja
Kápolna
Sóstava
Kétút
Szentkereszt tava
Kereknád-eleje
Jankó-kert
(Rókagödre) Rókalik
Soványponk
Festék
Kobon
Szegényszer
Papszere
Depső
Galat-alja
Széphegy
Tompa-tó
Tómart
Várhegy-alja
Nyilás

## Története
1567-ben Thelek néven említik. Határában volt a középkori Borzfalva település, amely az 1658-as tatárdúláskor pusztult el. 1832-ben tűzvész pusztított. 1910-ben 772, túlnyomórészt magyar lakosa volt. A trianoni békeszerződésig Háromszék vármegye Orbai járásához tartozott.

## Református egyházközség
Orbán Balázs leírása szerint az 1567 évi registrumban Telek falunkat 14 kapuval találjuk, majd Orbai alakban említik. „Az Orbaiteleki Református Egyházközség rövid történeté”-ből idézve: ”Régi székely település lévén, mikor az első keresztyénség felvételének idejéből volt temploma. A határrészt, ahol e templom állott ma is úgy nevezik „kápolna”. Lakói már az 1500-as években felvették a református vallást.” Hogy az egyházközségnek már régebbi időktől temploma volt, ezt igazolja az1761-ben a komissió megállapítása, hogy a templom teljesen romokká változott és újjá kell építeni. Tekintetes Horváth Kristófot bízzák meg, hogy a szükséges költség fedezetét a lakosságtól begyűjtse, és a templomot újjáépítsék.
Teleken az első lp. 1680-ban jelenik meg,. . . mely kimutatás magában foglalja Telek falu egyházközségének szolgálatot teljesítő lelkipásztorok névsorát:  
1.	Vásárhelyi György 1680 –  
2.	Papolci Efraim 1714 – 1721
3.	Bogdán  Mihály 1721 – 
4.	Kovásznai Kovács Mihály 1723 –
5.	Kovács Ferenc 1759 –
6.	Székely Ferenc
7.	Dálnoki Kovács Zsigmond 1775 – 1780
8.	Palocska István 1781 – 1798
9.	Benkő Ferenc 1801 – 1804
10.	Kovács János 1804 – 1844
11.	Magyarosi Ferenc esperes 1845 – 1890
12.	Kovács Ödön 1890 – 1900
13.	Mirtse Ferenc 1902 – 1948
14.	Demeter Dezső 1949 – 1960
15.	Ungvári Dezső 1961 – 2002
Énekvezérek Mirtse Ferenc lp. összeállítása alapján:
70.	Torjai Sámuel 1719 – 
71.	Mátyás Mihály 1735 – 
72.	Fábián Zsigmond 1775 – 
73.	Imreh József 1797 – 
74.	Veres István 1805 –
75.	Józsa Dániel 1824 – 
76.	Bartha József 1825 – 1870
77.	Molnár Rafael 1871 – 1903
78.	Molnár Imre 1903 – 1914
Az 1914. augusztus 29 kitört I. világháború óta presbiteri határozattal megbízott énekvezérek:
79.	Laboncz István
80.	Bagoly Béla
81.	Bartha László
82.	Szabó Gyula
A II. világháború után megbízott énekvezérek:
83.	Lőcsei István 1964 – 2000
Megyebírók:
85.	Józsa Károly 1960 – 1963
86.	id. Zakariás Ignác 1964 – 1965
87.	id. Péter Ferenc 1966 –1985
88.	Zakariás Jenő 1986 – 2005
89.	Józsa Ferenc 2006 –
	A lelkipásztorok, énekvezérek, számadó megyebírók, harangozókkal kapcsolatos anyagok az egyházközség „Historia Domus”-ban megtalálhatók.

## Családnevek
Orbaitelek családnevei a reformárus egyházközség anyakönyvei alapján az 1809 és 2000 között a következők voltak:
1809 és 1900 között a következő főbb családnevek szerepelnek: Albert, Bartha, Bede, Benedek, Bitai, Deák, Fazakas, Hajdó, Hatházi, Józsa, Nagy, Péter, Soós, Székely, Zakariás. Bagoly, Borsai, Butyka, Czel, Csákány, Csia, Csiki, Csorja, Csoma, Dálnoki, Demeter, Fákó, Fodor, Furus, Furulyás, Fülöp, Füstös, Gáspár, Györ, György, Gyöngyösi, Handra, Héjja, Horvát, Kakas, Katona, Kató, Kovács, Kocsis, Kövér, Lakatos, László, Lukács, Magyarosi, Mirtse, Molnár, Németh, Némethy, Papucs, Pál, Ráduly, Rápó, Rátcz, Sánta, Séra, Simon, Szalai, Szabó, Szakács, Tarczi, Tódor, Tusa, Urus, Üke, Varga, Veén, Vilikó. 
1901 és 2000 közötti főbb családnevek: Bartha, Bede, Benedek, Bitai, Deák, Fazakas, Hatházi, Hajdó, Józsa, Nagy, Péter, Soós, Székely, Zakariás. 
Más családnevek: Bacz, Bartók, Bán, Bedő, Bogdán, Budi, Dálnoki, Domokos, Czofa, Csákány, Csiki, Fákó, Fejér, Fodor, Finta, Fülöp, Füstös, Héjja, Horvát, Ilyés, Jákó, Kakas, Kató, Kész, Kozma, Kovács, Kónya, Kolozsi, Kövér, Majlát, Márk, Mirtse, Molnár, Moldvai, Németh, Némethy, Papucs, Pakot, Pál, Ráduly, Rápó, Rátcz, Ruzsa, Sánta, Séra, Sinka, Simon, Szabó, Szakács, Tarczi, Tódor, Tusa, Ungvári, Finta, Urus, Varga, Winter, Veén.

## Horváth Károly Általános Iskola
Az iskola ponos melapításának időpontjáról sajnos nincs hiteles adat. Az orbaiteleki református egyházközség, „Historia Domus”-ban levő feljegyzések szerint a falu lakói az 1500-as években már református vallásúak voltak, templommal rendelkeztek, egyházközséget alkottak. Feltételezhető, hogy az egyházközösség keretében "oskola" is működött a mesterek irányításával, mint más háromszéki településeken. 
Tanerők: Gyarmati Erzsébet, Szabó Gyula, Szabó Katalin, Bagoly Béla. 1945–1948. szeptember 1-ig ismét 7 osztály működik, a következő tanerőkkel: 1945–1948-09.01-ig: Szabó Katalin, Bagoly Béla, Bitai Jenő, Bakk Pál, Kovács István. Az 1948. szeptember 1-ével a községben I-IV oszt.,(alsó tagozat) és V-VII oszt. (felső tagozat) működése kezdődött el, míg falvakon csak az I- IV oszt., az alsó tagozat működött 2, 3 tanerővel. A IV. osztályt végzett tanulók a barátosi iskola V-VII osztályába, azaz a II, tagozaton folytathatták tanulmányaikat. Az orbaiteleki I-IV osztályában 1948–1962-ig a következő tanerők működtek: Szabó Katalin, Bagoly Béla, Kovács István, Bede Ibolya, Fazakas Irén, Kolunbán Géza, Deák Sára, Islik Ilona, Szinte Ibolya, Forró Magdolna, Zakariás György. 1962-63-as iskolai évtől Orbaiteleken is beindult a II. tagozat felépülése felmenő rendszerrel a VIII. osztály elvégzésére, Zakariás Imre tanító vezetésével. Az alsó tagozaton 1962-73-ig Zakariás Károly, Zakariás György, Fazakas Irén, Bitai Vilma, Támpa Pál, Németh Rozália tanítók és Rácz Mária, Garai Irén helyettesek tanítottak. Az V-VIII. osztályokban több tanító, tanár, helyettes működött. (A névsor szolgálati évvel együtt a mellékelt táblázaton megtalálható.) Mivel az iskola helyisége mindössze 3 tanteremmel rendelkezett, így 1964. június 30-ával építkezni kezdtünk. A falu saját erejéből és a község támogatásával rövid idő alatt (2,5 hónap) 2 tanterem , 1 irodahelység és 1 zártfolyosó szeptember 15-ére felépült és átadódott az oktatás céljára. Az építkezési munka sokrétűségében hathatós segítséget adtak a tanerők, gyermekek – a betonozáshoz szükséges kavicsos homokot a Feketeügy medréből kosarakkal termeltük ki a vízből a partra – , szülők és Barátos község asztalosai – elkészítették az asztalos munkát, – ajtók, ablakok, termek padolását, – az iskolaigazgató és Márk Andor néptanácselnök szervező munkájának eredményeként, Íme az összefogás és a munka elvégzésére való mozgósítás szép példája, gyors eredményeket szült, 77 nap alatt az iskola kibővítése megtörtént. Az első 8 osztály végzettjei 1966-ban hagyták el az iskolánk padjait. Növendékeink közül sokan továbbfolytatták tanulmányaikat, szép eredményekkel. Az iskolánk I.-II. tagozata 1962–1973-ig működött az alábbi gyermeklétszámmal:
1962-63	I-V oszt.	107
1963-64	I-VI oszt.	114
1964-65	I-VII oszt.	133
1965-66	I-VIII oszt.	139
1966-67	I-VIII oszt.	128
1967-68	I-VIII oszt.	111
1968-69	I-VIII oszt.	103
1971-72	I-IV, VI-VIII oszt.	73
1972-73	I-IV, VII-VIII oszt.	55 
1968. szeptember 1-jével az iskola vezetését Tóth József veszi át, aki tanári képesítéssel rendelkezik. A II. tagozat 1973. szeptember 1-jével gyermeklétszám csökkenése miatt felszámolódott és az orbaiteleki iskola újra I-IV osztályos iskolává alakult, 2-3 tanerővel tovább működött és működik napjainkban is a következő tanerőkkel: Fazakas Irén, Zakariás György, Zakariás Imre, Hajdó Médi, Zakariás Gyöngyvér, Szakács Izabella, Bandeanu Annamária, Séra Ágnes, Kaján Katalin, Deák Gabriella, Kelemen Mária Erzsébet, Nagy Mária-Magdolna.
Az I-IV. osztály gyermeklétszáma:
1986-87	36
2000	22
2005	39
Óvoda: gyermeklétszám:
2000	22
2006	36

## Orbaitelek hősei
Az 1848-49-es szabadságharcosok névsora, akik a fegyverletétel után hazaérkeztek:
1. Albert Ferenc honvéd 2.	Benedek János honvéd 3.	Bitai Gergely honvéd 4.	Bitai Imre honvéd 5.	Fazakas Elek honvéd 6.	Fazakas Mihály honvéd 7.	Fazakas Sándor honvéd 8.	Füstös Ferenc honvéd 9.	György János honvéd 10.	Handra György honvéd 11.	Handra József honvéd 12.	Hatházi András honvéd 13.	Hatházi Dániel őrmester 14.	Hatházi Lajos honvéd 15.	Hatházi Pál honvéd 16.	Hatházi Ignác ezredes 17.	Horváth Károly  18.	Horváth László honvéd 19.	Horváth Mihály honvéd 20.	Józsa Ferenc honvéd 21.	Józsa József honvéd 22.	Kövér Ferenc honvéd 23.	Nagy Ferenc honvéd 24.	Péter Ferenc honvéd 25.	Székely József honvéd 26.	Zakariás Dénes honvéd 27.	Zakariás István honvéd

A Teleki Horváth földbirtokos család több tagja szerzett érdemeket az 1848-49-es szabadságharcban. Horváth Miklós főhadnagy, a híres piski csatában esett el, Horváth Ignác honvédezredes, az aldobolyi hídnál sebesült meg, ifj. Horváth Károly, a marosvásárhelyi kollégium tanulója volt, s mint nemzetőrtiszt, Kossuth huszárként harcolt, és a szabadságharc elbukása után Zsibónál tette le a fegyvert, hazatért és 1854-ben, mint vértanú halt meg, Horváth Mihály és László, mint zsenge fiatalok a honvédek sorában harcoltak. Horváth Gyula ifjúként 1860-ban tagja volt az olasz szabadságharcos légiónak, melynek vezére Garibaldi, aki kitüntette.
Az I. világháború hősei:
1.	Bitai Barabás
2.	Bitai Béla
3.	Bitai Imre
4.	Benedek Áron
5.	Budi Dániel
6.	Budi Dániel
7.	Czel Lajos
8.	Csorja György
9.	Deák Barabás
10.	Deák Mihály
11.	Fazakas András
12.	Fazakas János
13.	Fazakas Zsigmond
14.	Fazakas Zsigmond
15.	Fésüs Zsigmond
16.	Füstös Ferenc
17.	Handra István
18.	Hatházi Géza
19.	Hatházi György
20.	Hatházi Gyula
21.	Hatházi József
22.	Hatházi Imre
23.	Hatházi Lajos
24.	Hatházi Mihály
25.	Kakas Lázár
26.	Kovács Áron
27.	Nagy Károly
28.	Nimecz Ferenc
29.	Papucs Sándor
30.	Péter Imre
31.	Péter Károly
32.	Séra András
33.	Székely József
34.	Székely Mihály
35.	Zakariás Antal
36.	Zakariás István
37.	Zakariás Sándor
38.	Zakariás Zsigmond
39.	Varga Ödön
40.	Veén Sándor
A II. világháború hősei:
1.	Bitai Imre
2.	Deák István
3.	Deák Károly
4.	Fákó László
5.	Fülöp János
6.	Józsa Zsigmond
7.	Kakas Imre
8.	Kató Ferenc
9.	Nagy Sándor
10.	Papucs Zsigmond
11.	Péter Lajos
12.	Péter Pál
13.	Szabó Gyula tanító
14.	Szilágyi András
15.     Zakariás Ignác 
16.	Zakariás József
17.	Zakariás Mátyás
18.	Zakariás Zoltán

## Látnivalók
A Horváth-kúria 18. századi barokk épület, ma elhanyagolt állapotú.

## Református templom
Az Orbaiteleki Református Egyházközség rövid története alapján, a mai templomunk 1842–1858 években épült a hívek adományából. A toronyból, két portikusból és egy hajóból álló templom belméret szerinti hossza 20m, szélessége 14 m. téglából és kőből épült. Tetőzete fa és cseréppel van fedve. A torony bádoggal van borítva.

## Híres emberek
- Itt született Makó György székely hadvezér, Vitéz Mihály, majd Székely Mózes csapatvezére volt, rozsnyói csatában esett el.
- Itt született 1829-ben Mara Gábor honvédőrnagy, 1849. július 2-án a kökösi csatában esett el.